# 東大阪市立高井田中学校
東大阪市立高井田中学校（ひがしおおさかしりつ たかいだちゅうがっこう）は、大阪府東大阪市高井田中五丁目にある公立中学校。

## 通学区域
- 東大阪市立森河内小学校と東大阪市立高井田西小学校の通学区域。

## 交通
- 地下鉄中央線 高井田駅、JRおおさか東線 高井田中央駅 南西へ約300m。